# Bronisz ze Służewa

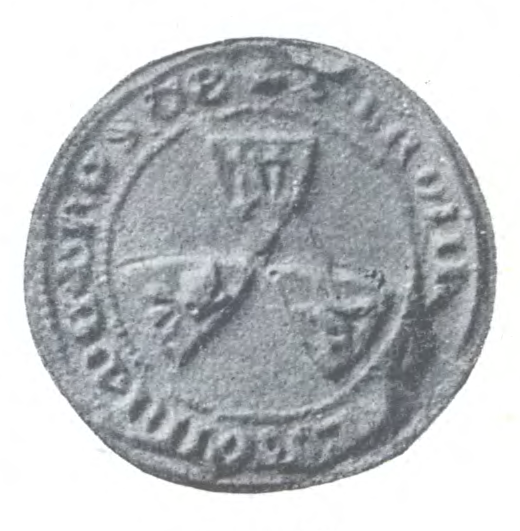
Pieczęć okrągła Bronisza ze Służewa przywieszona przy dokumencie z lat 1301-1308

Bronisz ze Służewa (zm. prawdopodobnie między 22 kwietnia 1316 a 1 kwietnia 1317) — brat stryjeczny kasztelana kruszwickiego Chebdy ze Służewa i kasztelana michałowskiego Imisława ze Służewa oraz być może wojewody inowrocławskiego Jarosława z Łojewa, pochodził z rycerskiego rodu Pomianów. Mianowany kasztelanem kruszwickim przed 20 sierpnia 1293, pełnił ten urząd zapewne do 1297. Następnie, między 6 września a 20 grudnia 1297, postąpił na palację brzeską, który to urząd przestał sprawować albo już przed 1306, albo dopiero przed 17 grudnia 1306. Pod koniec życia, w 1315 mianowany został na urząd starosty brzeskiego.
Jest uważany za najwybitniejszego przedstawiciela tego rodu w końcowych latach rozbicia dzielnicowego (przełom XIII i XIV wieku). Był jednym z pierwszych przedstawicieli rodu Pomianów o niemałej pozycji w tamtym okresie. Bliski współpracownik Władysława I Łokietka, na którego dokumentach bardzo często świadczył (zwłaszcza w latach 1297-1299), czynny szczególnie na terenach Kujaw, ziemi łęczyckiej i Pomorza Gdańskiego.

## Biogram

### Pochodzenie, najbliższa rodzina

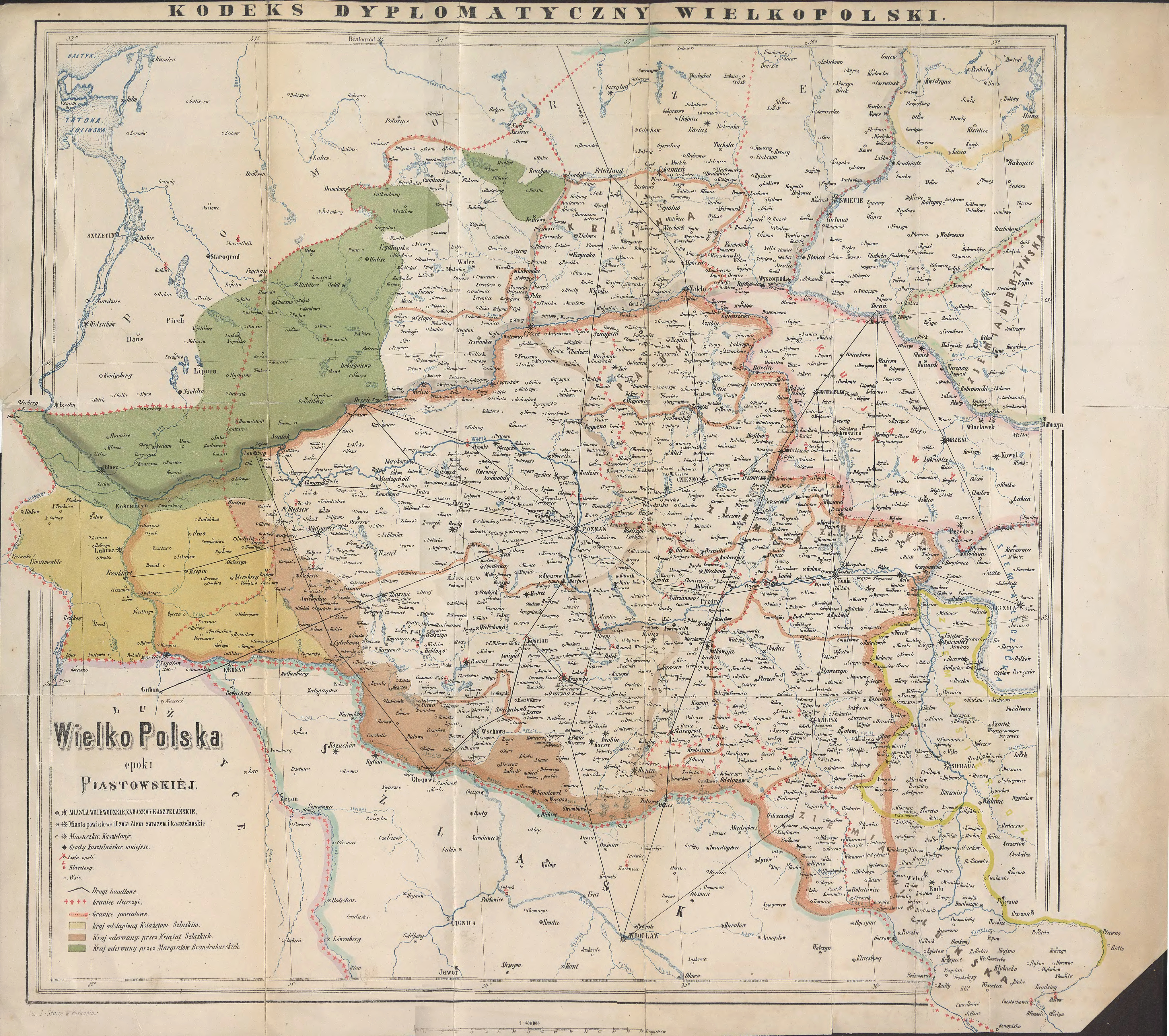
Mapa Wielkopolski w czasach piastowskich pochodząca z 1881. Na mapie zlokalizowane m.in. Brześć, Byszewo, Inowrocław, Ląd, Łęczyca, Łęg, Radziejów, Służewo i Strzelno

Bronisz pochodził z należącej do rodu Pomianów rodziny posiadającej dobra służewskie, gdzie również i on sam głównie mieszkał. Nie wiadomo, kim byli i jakie miana nosili jego rodzice. Jego ojciec był przypuszczalnie synem Chebdy (wzmiankowanego w dokumencie księcia Konrada I mazowieckiego z 19 października 1235), będącego właścicielem lasów nad Tążyną i Wisłą. Nieznany z imienia ojciec Bronisza miał najprawdopodobniej dwóch braci. Pierwszym był, również nieznany z imienia, ojciec Chebdy ze Służewa i Imisława ze Służewa — kasztelanów (odpowiednio — kruszwickiego i michałowskiego) z nadania bratanków Władysława Łokietka, książąt inowrocławskich — Leszka i Przemysła Ziemomysłowiców. Zaś drugi stryj Bronisza to zmarły przed 27 sierpnia 1302 Andrzej za Służewa, być może ojciec Jarosława z Łojewa, wojewody inowrocławskiego z nadania Ziemomysła inowrocławskiego. W przeciwieństwie do swoich bliskich krewnych Bronisz był jednym z pierwszych Pomianów, który, pomimo że pochodził z gniazda rodowego położonego w inowrocławskiej (północno-zachodniej) części Kujaw, to właściwie całą swoją karierę publiczną piastował urzędy związane z ich brzeską (południowo-wschodnią) częścią. Przyczyny takiego stanu rzeczy upatrywać można w istnieniu także w dzielnicy brzeskiej posiadłości należących do rodu Pomianów. W posiadaniu Bronisza ze Służewa poza częściami klucza służewskiego była także część położonego w okolicach Chodcza klucza lutoborskiego oraz wsie: Wonorze (przekazana pomiędzy 1301 a 1308 klasztorowi Norbertanek w Strzelnie) i Żołędowo położone na obszarze ówczesnej kasztelanii wyszogrodzkiej.

### Działalność publiczna do roku 1300
Bronisz ze Służewa jest uważany za najwybitniejszego przedstawiciela rodu Pomianów w końcowych latach rozbicia dzielnicowego (przełom XIII i XIV wieku). Był jednym z pierwszych — obok kasztelana brzeskiego Przecława Bachorzy z Osięcin — przedstawicieli rodu o niemałej pozycji w tamtym okresie. Bronisz — bliski współpracownik Władysława I Łokietka — po raz pierwszy wystąpił w źródłach 20 sierpnia 1293, i to od razu jako kasztelan kruszwicki, świadkując na dokumencie tego władcy (wówczas księcia brzeskiego i sieradzkiego), dotyczącym zamiany wsi pomiędzy księciem a Cystersami z klasztoru w Lądzie. Kolejnym znanym faktem z życia Bronisza był spór między nim a klasztorem Cystersów w Byszewie o leżący w okolicach Wyszogrodu obszar leśny (Tryszczyński Dwór), rozsądzony ostatecznie przez książąt kujawskich — braci Leszka i Przemysła Ziemomysłowiców dnia 9 czerwca 1296 na niekorzyść kasztelana. Zapewne aż do końcowych miesięcy 1297 pozostał kasztelanem kruszwickim (chociaż wystąpienia tych urzędników zanikają w tym właśnie okresie), ponieważ jest raczej niemożliwe, by zanim postąpił na palację brzeską, pełnił w międzyczasie jakiś inny urząd. Ponownie w otoczeniu Władysława I Łokietka Bronisz, już jako wojewoda brzeski, pojawił się świadkując na dokumencie dla kościoła poznańskiego 20 grudnia 1297. Przez następne dwa lata był jednym z trzech najczęściej świadkujących na dokumentach Władysława urzędników brzeskich. Rok następny, 1298, był czasem, kiedy Bronisz podróżował wraz z księciem Władysławem — poświadczona jest jego obecność w Poznaniu i w czerwcu tegoż roku w Kruszwicy. Pod koniec tego miesiąca wojewoda brzeski najpierw przebywał w Gdańsku, gdzie poświadczał na dokumencie książęcym kończącym spór pomiędzy wojewodą tczewskim a klasztorem Cystersów w Oliwie, a już dwa tygodnie później (11 lipca 1298) był w Świeciu, gdzie potwierdzał wraz z prepozytem płockim Janem wydany przez Władysława Łokietka w Gdańsku wyrok. W październiku obecność Bronisza ponownie jest poświadczona na obszarze Kujaw i ziemi łęczyckiej, gdzie dowodnie przebywał również w roku następnym, świadkując trzykrotnie na dokumentach o charakterze gospodarczym księcia brzeskiego.

### Lata 1300-1316/1317
Wraz z nastaniem rządów czeskich (Wacław II) na obszarze Kujaw aktywność polityczna Bronisza znacznie zmalała. Nie stracił on urzędu wojewody brzeskiego, jednak przebywał w tym okresie głównie w swoim dziedzicznym Służewie. O jego działalności publicznej z tego okresu nie zachowały się prawie żadne świadectwa — jedynym jest akt donacyjny (datowany na lata 1301-1308) dla klasztoru norbertanek w Strzelnie obejmujący Broniszową wieś Wonorze. Wieś ta dostała się w posiadanie palatyna w drodze kupna od mających stałe problemy finansowe książąt inowrocławskich (Ziemomysłowiców) i leżała w dość znacznej odległości od głównego ośrodka dóbr wojewody brzeskiego, a co więcej należała ona już wcześniej do norbertanek ze Strzelna. Również w obliczu wybuchu powstania antyczeskiego na Kujawach w 1305 nie doszło do zwiększenia aktywności Bronisza ze Służewa na rzecz wsparcia ruchu mającego na celu przywrócenie władzy Władysława Łokietka w tej dzielnicy. Być może właśnie z tego powodu utracił Bronisz swój urząd, bowiem od grudnia 1306 występuje w dokumentach z określeniem: quondam palatinus Cuiaviae (niegdyś wojewoda kujawski [tj. brzeski]), który to tytuł może być traktowany jako honorowy. Działanie takie względem Bronisza ze strony Władysława Łokietka nie było zachowaniem szczególnym dla polityki tego ostatniego uprawianej na Kujawach i na Pomorzu Gdańskim po jego powrocie do władzy, a polegającej na pozostawianiu na urzędach ludzi, którzy zdecydowali się przystąpić do działań antyczeskich pod koniec życia Wacława II, i na nieprzywracaniu godności swoim współpracownikom sprzed 1300. Sam moment utraty przez Bronisza urzędu wojewody pozostaje kwestią sporną i jest datowany albo jeszcze na 1305, albo na 1306 (między 25 stycznia a 17 grudnia). Jeśli byłby on jeszcze wojewodą brzeskim w styczniu 1306, to uczestniczyłby on wówczas dowodnie przy zawieranym wtedy rozejmie polsko-czeskim w Toruniu. Szybko po tym wydarzeniu doszło jednak do ponownego zbliżenia między księciem a byłym wojewodą, ten drugi cały czas przebywał w otoczeniu Władysława. Na przełomie 1306 i 1307 Bronisz ponownie towarzyszył Władysławowi Łokietkowi w podróży na tereny Pomorza Gdańskiego — był w Inowrocławiu (wraz z synem — przyszłym archidiakonem gnieźnieńskim Przecławem), a w połowie grudnia 1306 oraz w okresie okołonoworocznym przebywał w Gdańsku, gdzie brał udział w rozsądzaniu sporu pomiędzy biskupem włocławskim Gerwardem a Piotrem Święcą z Nowego oraz w polubownym zakończeniu sporu granicznego dotyczącego cystersów z opactwa w Oliwie. Następnie, na początku czerwca 1307, przebywa wraz ze swoim bratem stryjecznym Chebdą u boku Władysława w Wiślicy. Jako niepełniący żadnej funkcji publicznej Bronisz pojawił się w Krakowie 1 kwietnia 1310, by świadczyć na dokumencie, w którym książę polski mianuje w uznaniu zasług mieszczanina Gerka dziedzicznym wójtem w Radziejowie. Nie wiadomo, co działo się z Broniszem w ciągu następnych pięciu lat, bowiem dopiero 29 grudnia 1315 świadkuje on, jako starosta brzeski, na dokumencie wydanym w Chęcinach dotyczącym ustanowienia corocznego targu w Słupcy. Ostatni raz starosta brzeski wystąpił w źródłach 22 kwietnia 1316 po raz kolejny świadkując na dokumencie Władysława Łokietka, wydanym tym razem w Brześciu. Zmarł zapewne w ciągu roku po tej dacie, ponieważ 1 kwietnia 1317 na urzędzie starosty brzeskiego poświadczona jest już inna osoba.

### Potomstwo
Z bliżej nieznanej małżonki bądź małżonek Bronisz dochował się na pewno dwóch synów. Byli to:
- Jarosław ze Służewa (zm. między 23 XII 1345 a 19 II 1348) — prepozyt kruszwicki (1333-45),
- Przecław ze Służewa (zm. między 28 VIII 1359 a 26 VI 1360) — archidiakon gnieźnieński (od 1334/1335), świadek w procesie warszawskim w 1339.

Najprawdopodobniej jego synami byli również:
- Chebda ze Służewa (zm. między 26 VII 1366 a 26 XII 1367) — wojewoda sieradzki (1359-66),
- Przedpełk ze Służewa (zm. po 28 VIII 1349) — podczaszy brzeski (1349).

## Pieczęć Bronisza ze Służewa
Zachował się jeden znany odcisk pieczęci Bronisza ze Służewa. Przywieszony jest on do znajdującego się w Archiwum Państwowym w Bydgoszczy dokumentu nadania wsi Wonorze klasztorowi Norbertanek w Strzelnie. Okrągłe sigillum wystawcy (tj. Bronisza) przedstawia trzy tarcze herbowe złączone podstawami (ułożone dośrodkowo). Na górnej znajduje się znak kreskowy ‡\‡, na dolnej lewej przedstawione są dwa półksiężyce w słup zwrócone barkami do siebie, na dolnej prawej natomiast — hełm z trzema piórami. Napis na otoku pieczęci brzmi: + S BRONISII PALATINI DE BRESCE. Pieczęć ta wykonana została na pewno po 1297, a przedstawienie napieczętne było jednym z godeł przejściowych wśród Pomianów przełomu XIII i XIV wieku.

## Itinerarium — chronologiczny wykaz udokumentowanych miejsc pobytu
| Lp.                               | Rok         | Data dzienna | Miejsce         | Wystawca                                     | Uwagi | Publikacja dokumentu (regestu) |
| --------------------------------- | ----------- | ------------ | --------------- | -------------------------------------------- | --- | ------------------------------ |
| I. Kasztelan kruszwicki           |             |              |                 |                                              | |                                |
| 1                                 | 1293        | 20 VIII      | Brześć Kujawski | Władysław I Łokietek                         | akt zamiany wsi książęcych: Niewodniki, Cieślin na wsie należące do opactwa Cystersów w Lądzie: Kłobia, Choceń; Bronisz ze Służewa świadkiem                 | KDW, t. 2, nr 707              |
| 2                                 | 1296        | 9 VI         | Inowrocław      | Leszek inowrocławski, Przemysł inowrocławski | wyrok w sprawie sporu o las zwany Truszczyńskim Dworem (położony w kasztelanii wyszogrodzkiej) pomiędzy Broniszem ze Służewa a opactwem Cystersów w Byszewie | DKM, nr 58, s. 231-232         |
| II. Wojewoda brzeski              |             |              |                 |                                              | |                                |
| 3                                 | 1297        | 20 XII       | Brześć Kujawski | Władysław I Łokietek                         | akt donacyjny terenów książęcych w mieście Poznaniu na rzecz diecezji poznańskiej; Bronisz ze Służewa świadkiem                                              | KDW, t. 2, nr 768              |
| 4                                 | 1298        | —            | Poznań          | Władysław I Łokietek                         | akt konfirmacyjny przywileju wydanego przez Przemysła I 26 kwietnia 1252 w Gnieźnie dla opactwa Cysterek w Owińskach; Bronisz ze Służewa świadkiem           | KDW, t. 2, nr 774              |
| 5                                 | 1298        | 14 VI        | Kruszwica       | Władysław I Łokietek                         | akt lokacyjny miasta Radziejowa (prawo magdeburskie); Bronisz ze Służewa świadkiem                                                                           | KDP, t. 1, nr 89               |
| 6                                 | 1298        | 28 VI        | Gdańsk          | Władysław I Łokietek                         | wyrok w sprawie sporu o wieś Rajkowy pomiędzy Wajsylem, wojewodą tczewskim a klasztorem Cystersów w Oliwie; Bronisz ze Służewa świadkiem                     | PomUB, nr 561                  |
| 7                                 | 1298        | 11 VII       | Świecie         | Bronisz ze Służewa, prepozyt płocki Jan      | potwierdzenie wyroku w sprawie sporu o wieś Rajkowy pomiędzy Wajsylem, wojewodą tczewskim a klasztorem Cystersów w Oliwie                                    | PomUB, nr 563                  |
| 8                                 | 1298        | 27 X         | Kujawy          | Władysław I Łokietek                         | akt zamiany wsi rycerza Jarosława z Kretkowa: Kretkowo na wieś należącą do kapituły kruszwickiej: Kraszyce; Bronisz ze Służewa świadkiem                     | DKM, nr 60, s. 233-234         |
| 9                                 | 1299        | 29 V–3 VI    | Radziejów       | Władysław I Łokietek                         | zezwolenie dane Piotrowi de Dusden na lokację miasta Nakło na prawie magdeburskim; Bronisz ze Służewa świadkiem                                              | KDW, t. 2, nr 810              |
| 10                                | 1299        | 18–23 VII    | pod Łęczycą     | Władysław I Łokietek                         | akt zamiany wsi rycerza Piotra, syna Sułka: Ocinek na wieś należącą do archidiecezji gnieźnieńskiej: Ostrów; Bronisz ze Służewa świadkiem                    | KDW, t. 2, nr 814              |
| 11                                | 1299        | 19 VII       | Łęczyca         | Władysław I Łokietek                         | poświadczenie przekazania wsi Ostrów przez rycerza Piotra, syna Sułka swoim krewnym; Bronisz ze Służewa świadkiem                                            | KDW, t. 2, nr 815              |
| 12                                | 1301-1308   | 13 I         | Służewo         | Bronisz ze Służewa                           | akt donacyjny wsi wystawcy: Wonorze na rzecz klasztoru Norbertanek w Strzelnie                                                                               | nieopublikowany                |
| III. „quondam palatinus Cuiaviae” |             |              |                 |                                              | |                                |
| 13                                | koniec 1306 |              | Inowrocław      |                                              | wzmianka w zeznaniu złożonym przez syna Bronisza Przecława ze Służewa w trakcie procesu warszawskiego w 1339                                                 | LRGPOC, t. 1, s. 278           |
| 14                                | 1306        | 17 XII       | Gdańsk          | Władysław I Łokietek                         | poświadczenie, że doszło do zakończenia sporu pomiędzy biskupem włocławskim Gerwardem a Piotrem Święcą z Nowego; Bronisz ze Służewa jednym z rozjemców       | KDP, t. 2, nr 195              |
| 15                                | 1307        | 1 VI         | Wiślica         | Władysław I Łokietek                         | akt potwierdzający zachowanie wszystkich dawniejszych swobód i przywilejów przez biskupstwo krakowskie; Bronisz ze Służewa świadkiem                         | KDKK, t. 1, nr 116             |
| 16                                | 1310        | 1 IV         | Kraków          | Władysław I Łokietek                         | nominacja mieszczanina Gerka na dziedzicznego wójta miasta Radziejowa w uznaniu jego zasług; Bronisz ze Służewa świadkiem                                    | KDP, t. 1, nr 103              |
| IV. Starosta brzeski              |             |              |                 |                                              | |                                |
| 17                                | 1315        | 29 XII       | Chęciny         | Władysław I Łokietek                         | zezwolenie na odbywanie raz do roku jarmarku w mieście Słupcy; Bronisz ze Służewa świadkiem                                                                  | KDW, t. 2, nr 979              |
| 18                                | 1316        | 22 IV        | Brześć Kujawski | Władysław I Łokietek                         | wyrok w sprawie sporu o wieś Łęg pomiędzy dziedzicami byłego właściciela a opactwem Cystersów w Lądzie; Bronisz ze Służewa świadkiem                         | KDW, t. 2, nr 983              |

### Źródła drukowane
- Dokumenty Kujawskie i Mazowieckie przeważnie z XIII wieku, wyd. B. Ulanowski, „Archiwum Komisji Historycznej Akademii Umiejętności” 4, Kraków 1887 (wersja elektroniczna: ).
- Kodeks dyplomatyczny katedry krakowskiej św. Wacława, t. 1, wyd. F. Piekosiński, Kraków 1874.
- Kodeks dyplomatyczny Wielkopolski, t. 2, wyd. I. Zakrzewski, Poznań 1878 (wersja elektroniczna: ).
- Kodex dyplomatyczny Polski, t. 1, wyd. L. Rzyszczewski, A. Muczkowski, Warszawa 1847 (wersja elektroniczna: ).
- Kodex dyplomatyczny Polski, t. 2, cz. 1, wyd. L. Rzyszczewski, A. Muczkowski, Warszawa 1848 (wersja elektroniczna: ).
- Lites ac res gestae inter Polonos ordinemque cruciferorum, t. 1, wyd. I. Zakrzewski, Poznań 1890 (wersja elektroniczna: ).
- Pommerellisches Urkundenbuch, wyd. M. Perlbach, Danzig 1881 (wersja elektroniczna: ).

### Opracowania
- Bieniak J., Elita kujawska w średniowieczu, [w:] Człowiek w społeczeństwie średniowiecznym, Warszawa 1997, ISBN 83-85490-90-6, s. 299-314.
- Bieniak J., Heraldyka polska przed Długoszem. Uwagi problemowe, [w:] Sztuka i ideologia XV wieku, red. P. Skubiszewski, Warszawa 1978, s. 165-210.
- Bieniak J., Przecław ze Służewa, archidiakon gnieźnieński, [w:] Polski Słownik Biograficzny, t. XXVIII, Wrocław 1985, ISBN 83-86301-01-5 (całość), s. 685-686.
- Bieniak J., Przynależność administracyjno-polityczna kasztelanii nadgoplańskich w latach 1267-1327, „Zeszyty Naukowe UMK. Historia” 1966, z. 2, s. 59-86.
- Bieniak J., Społeczeństwo Kujaw w średniowieczu, [w:] J. Bieniak, Polskie rycerstwo średniowieczne: wybór pism, Kraków 2002, ISBN 83-88385-13-5.
- Bieniak J., Wielkopolska, Kujawy, ziemia łęczycka i sieradzka wobec problemu zjednoczenia państwowego w latach 1300-1306, Toruń 1969.
- Karczewska J., Bronisz Służewski, [w:] Polski Słownik Biograficzny, t. XXXIX, Warszawa–Kraków 1999, ISBN 83-86301-01-5 (całość), s. 159-160.
- Karczewska J., Ród Pomianów na Kujawach w średniowieczu, Poznań–Wrocław 2003, ISBN 83-7393-004-3.
- Karczewska J., Urzędnicy książąt kujawskich Leszka, Przemysła i Kazimierza Ziemomysłowiców, cz. 1, „Ziemia Kujawska” 12, 1997, s. 101-137.
- Pakulski J., Stanisław z Kruszyna, [w:] Polski Słownik Biograficzny, t. XLII, Warszawa–Kraków 2003-2004, ISBN 83-86301-01-5 (całość), s. 45.
- Piekosiński F., Pieczęcie polskie wieków średnich doby piastowskiej (uzupełnienie), Kraków 1936 (wersja elektroniczna: ).
- Szybkowski S., O monografii kujawskich Pomianów (rec. J. Karczewska, Ród Pomianów na Kujawach w średniowieczu, Poznań-Wrocław 2003), „Roczniki Historyczne”, LXXIII, 2007, s. 231-243.